# 花咲む
『花咲む』（はなえむ）は、2022年2月23日にEVIL LINE RECORDSより発売された日本の女性アイドルグループ浪江女子発組合の1枚目のアルバムである。

## 概要
本作は浪江女子発組合として初のアルバムとなる。本作に収録されているシングルは全て配信シングルであり、シングル・アルバムを通してCDとしてリリースされた作品は本作が初となる。
収録曲の多くが福島県浪江町での伝統行事や東日本大震災からの復興をテーマとして取り入れている。
本アルバムには4作6曲の配信シングルが収録されている。また本アルバムのリード曲「ハレノヒの足跡」は本アルバムに先立って先行配信された。
本アルバムは2022年3月7日付のオリコン週間アルバムランキングにて初登場18位を記録した。

## 批評
Real Soundのライターは「本アルバムを聴き終える頃には、人と人との温もりを表すかのような温かなサウンドが、どこか心に抱える重荷をすっと取り払ってくれているに違いない。」と評した。

## 収録曲
（浪江女子発組合：佐々木彩夏・愛来・市川優月・小島はな・鈴木萌花・内藤るな・高井千帆・播磨かな）

### 楽曲解説
1. Overture ～浪江発の風にのって～　
浪江女子発組合がステージに登場する際の登場曲となる。
2. なみえのわ
2019年11月24日、浪江町で開催された「復興なみえ町十日市祭」において浪江女子発組合のお披露目[4]時に披露した浪江女子発組合初のオリジナル楽曲である。
2020年2月29日に配信シングル『なみえのわ/あるけあるけ』がリリースされている[5]。
優しいメロディと前向きで力強い歌詞が印象的なデビュー曲である[5]。
佐々木彩夏は「浪江町の震災から10年近くがんばられてきた中でどういう声をかけたらいいのかということに最初悩んだが、「がんばる」という言葉を使わずに皆さんを元気付けて、穏やかな気持ちになってもらう歌詞にすることが1つのテーマでした。」と述べている[6]。
本楽曲は第5回ももいろ歌合戦で歌唱された[7]。
3. 桜梅桃李夢物語
本楽曲「桜梅桃李夢物語」は「おうばいとうりゆめものがたり」と読む。
浪江女子発組合の各メンバーを花に例えた浪江女子発組合の自己紹介ソングである。
2022年2月4日に配信シングル『桜梅桃李夢物語』がリリースされている[8]。
他のアルバム収録曲よりアップテンポで明るく、派手な音がたくさん入っている曲調となっており、愛来は「曲として聴いてもライブで観ても楽しんでもらえる曲になっているんじゃないかと思います。」と述べている[6]。
本楽曲の歌詞より、小島はな：菜の花、鈴木萌花：藤の花、市川優月：山吹草、愛来：山茶花、高井千帆：鈴蘭、内藤るな：蓮華草、播磨かな：金魚草、佐々木彩夏：桜、浪江女子発組合：コスモスに例えられている。
4. ミライイロの花
浪江町で行われている伝統的な祭り「安波祭」[9]をテーマにした楽曲であり、「笑顔と活気があれば、止まってしまった時間も再び動き出す」というメッセージを表現した前向きな曲となっている[10]。
2020年5月22日に配信シングル『ミライイロの花』がリリースされている[10]。
2020年8月7日に浪江町で撮影された「ミライイロの花」のリリックビデオが公開された[11][注 1]。
5. あるけあるけ
浪江町にて毎年元日に行われる「あるけあるけ初日詣大会」[12]にインスピレーションを受けたメンバーの「浪江の方々と同じ気持ちになれたら」という思いから制作された[13]。
2020年2月29日に配信シングル『なみえのわ/あるけあるけ』がリリースされている[5]。
2022年の元日に開催された「あるけあるけ初日詣大会」の様子や浪江町の風景を映した映像に、メンバーが手書きで綴った歌詞によるリリックビデオ「あるけあるけ feat.浪江町」が制作された[13][14]。
本楽曲「あるけあるけ」のコンセプトに共感したウォーキングアプリ「aruku&（あるくと）」と浪江女子発組合のコラボレーションが行われた。コラボレーション期間中「aruku&」アプリ内に浪江女子発組合メンバーが住民キャラクターとして登場し、浪江町の名産物が当たるプレゼントキャンペーンが実施された[15]。
6. ほれ、あいべ!
佐々木彩夏と内藤るなのユニット曲となる[16]。
「ほれ、あいべ!」は浪江町の方言で「ほら、一緒に行こうよ!」という意味になる。
浪江町のゆるキャラ「うけどん」をテーマにした曲であり、歌詞や振り付けもかわいらしくてわかりやすい内容となっている楽曲でもあるので、佐々木彩夏は「私達もゆるキャラになった気分で歌うようにしている。」と述べている[6]。
7. それぞれのハタ
浪江町を含む相馬地方で毎年夏頃に行われる伝統行事「相馬野馬追」をテーマにした楽曲となる[6]。
小島はなは「歌詞に「挑め」や「プライド」など、強い言葉が多く並んでいて。どんな人にも刺さる歌詞になっていると思うので、落ち込んでしまった人の背中を力強く押せる曲にしていきたい。」と述べている[6]。
8. いつかまた浪江の空を
浪江町出身のシンガーソングライター牛来美佳が2015年3月11日に発表し、牛来美佳のインディーズ3rdアルバム『心のまま 動き出せ！』に収録された「いつかまた浪江の空を」のカバーソングとなる[17][18]。
佐々木彩夏は「牛来さんが被災したときに感じた気持ちや、浪江町に住んでいた方の気持ちが歌詞に詰め込まれているので、それをちゃんと伝えられるように私たちも受け継いでいく、という思いで歌っています。」と述べている[6]。
本アルバムリリース後、キングレコードより2022年3月11日に牛来美佳のメジャーデビューとなる『いつかまた浪江の空を』が配信リリースされ、2023年2月22日に牛来美佳のメジャーデビューシングルCDとなる『いつかまた浪江の空を』がリリースされた[19][17]。
9. つながる、ウンメイ
浪江町の「春の花火大会」と「全線開通した常磐線」がテーマの楽曲であり、人と人の縁が再びつながり出す様子を表現した楽曲となっている[20]。
2020年11月25日に配信シングル『つながる、ウンメイ/またキミと。』がリリースされている[21]。
10. ハレノヒの足跡
本アルバムのリード曲となる。アルバム発売に先行して2022年2月21日に先行配信された[1]。また本楽曲がグループとして初めてMVが作られた作品である[22][注 2]。
浪江女子発組合のお披露目となった浪江町の秋の祭り「復興なみえ町十日市祭」[23]がテーマの楽曲となっている[20]。
愛来によるとこの楽曲は1つ前の収録曲「つながる、ウンメイ」と繋がっていて、「つながる、ウンメイ」は人と人の縁が再びつながり出す様子を表現した楽曲なのに対し、「ハレノヒの足跡」は再会したあとが描かれており、過去、現在、未来の自分は全部つながっているから、自分らしく進んでいこうということを歌っているという[20]。
11. またキミと。
本楽曲には今日という1日は絶えず過ぎていくが、再び再会できることを約束するといった想いが込められている[24]。
2020年11月25日に配信シングル『つながる、ウンメイ/またキミと。』がリリースされている[21]。
本楽曲は第7回ももいろ歌合戦で歌唱された[25]。
本アルバム発売後の2024年7月26日にリリースされた配信シングル『いろむすび』に2024年新体制バージョン（浪江女子発組合：佐々木彩夏・内藤るな・播磨かな・田中咲帆・雪月心愛・里菜・千浜もあな・青山菜花）で再録された楽曲「またキミと。(2024 ver.)」が収録され、新体制でのMVも公開された[26][27]。

### 収録曲クレジット
| #         | タイトル                            | 作詞                 | 作曲                                       | 編曲                    | 時間  |
| --------- | ----------------------------------- | -------------------- | ------------------------------------------ | ----------------------- | ----- |
| 1.        | 「Overture ～浪江発の風にのって～」 |                      | 滝澤俊輔                                   | 滝澤俊輔                | 1:49  |
| 2.        | 「なみえのわ」                      | 矢吹香那             | 滝澤俊輔                                   | 滝澤俊輔                | 5:09  |
| 3.        | 「桜梅桃李夢物語」                  | CHI-MEY              | CHI-MEY                                    | CHI-MEY                 | 5:05  |
| 4.        | 「ミライイロの花」                  | nozomi               | 板垣祐介                                   | 板垣祐介                | 4:17  |
| 5.        | 「あるけあるけ」                    | 矢吹香那             | APAZZI                                     | APAZZI                  | 3:43  |
| 6.        | 「ほれ、あいべ!」                   | うらん               | 菊谷知樹                                   | 菊谷知樹                | 3:57  |
| 7.        | 「それぞれのハタ」                  | 里咲、CHA            | TOTEM HIM'S                                | TOTEM HIM'S             | 4:23  |
| 8.        | 「いつかまた浪江の空を」            | 牛来美佳・山本加津彦 | 山本加津彦                                 | 山本加津彦              | 6:37  |
| 9.        | 「つながる、ウンメイ」              | こだまさおり         | ツカダタカシゲ（Wee's）・杉坂天汰（Wee's） | ツカダタカシゲ（Wee's） | 4:49  |
| 10.       | 「ハレノヒの足跡」                  | 唐沢美帆             | fang                                       | 佐藤晃                  | 5:38  |
| 11.       | 「またキミと。」                    | 仲智唯、chalaza      | 野中“まさ”雄一                             | 野中“まさ”雄一          | 4:16  |
| 合計時間: | 合計時間:                           | 合計時間:            | 合計時間:                                  | 合計時間:               | 49:43 |

| #  | タイトル                                                                          | 作詞 | 作曲・編曲 |
| -- | --------------------------------------------------------------------------------- | ---- | ---------- |
| 1. | 「「JA浪江の2021年」ドキュメンタリームービー」                                    |      |            |
| 2. | 「「浪江女子発組合 出張公演 ～ももクロさんお先に失礼します～」LIVE DIGEST VIDEO」 |      |            |

## 販売形態
- 初回限定盤【KICS-94023】（CD＋Blu-ray）封入特典：JA浪江スペシャルタウンガイドPHOTOBOOK[28]
- 通常版【KICS-4023】（CD）[28]
- 配信アルバム【NOPA-2799】[29]、【NOHR-455（ハイレゾ）】[30]（CD収録曲と同内容）

## コラボレーション
| 楽曲             | コラボレーション                         | コラボレーション期間                  |
| ---------------- | ---------------------------------------- | ------------------------------------- |
| 「あるけあるけ」 | ウォーキングアプリ「aruku&（あるくと）」 | 2022年3月17日4:00 - 2022年3月30日3:59 |

## リリースイベント
- 2022年2月23日、「花咲む」発売記念第一回5時間耐久！何人書けるかオンラインサイン会（リミスタ）[31]